# 210-та понтонно-мостова бригада (Україна)
210-та понтонно-мостова Верхньодніпровська ордена Червоної Зірки бригада (210 ПОМБр, в/ч А0234) — колишнє з'єднання інженерних військ України центрального підпорядкування. Бригада розміщувалась в місті Києві. Частину було включено до плану ООН із виконання миротворчих місій. Бригада займалася розмінуванням, знешкодженням боєприпасів часів Другої світової війни, а також одним із завдань частини була ліквідація наслідків стихійних лих і надання допомоги мирному населенню.

## Історія
20 серпня 1945 року був сформований  16-й окремий моторизований понтонно-мостовий Верхньодніпровський полк (в/ч 75110) на базі 122 механізованого понтонно-мостового батальйону. 122 ОМПМБ під час війни забезпечував наступальні операції 50-ї армії спорудженням мостових і поромних переправ.
16-й помп входив до складу Київського військового округу та дислокувався в Києві.
При вводі обмеженого контингенту радянських військ до Афганістану на Термезькому напрямку першою перешкодою було подолання річки Амудар'ї — непередбачуваної водної перешкоди з сильною течією і мінливим руслом.

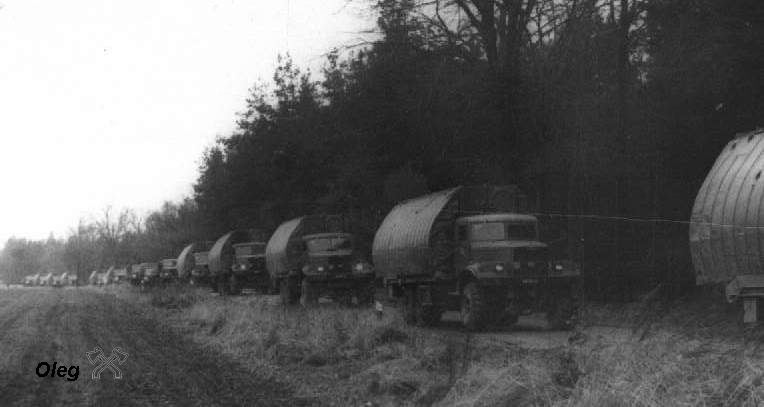
Колона ПМП, аналогічна до якої стояла на озброєнні бригади

10 грудня 1979 року Генеральним штабом в Туркестанський військовий округ згідно усних наказів маршала Д. Ф. Устинова було віддано розпорядження понтонно-мостовий полк доукомплектувати до повного штату та 11 грудня відправити в Термез.
Після повернення частини з Афганістану однією з пріоритетних задач було підвищення мобілізаційної готовності. На базі полку проводилися збори керівного складу інженерних військ округу і МО СРСР, збори з підготовки офіцерів запасу, збори приписного складу для комплектування формувань полку в період воєнного часу, збори з підготовки спеціалістів інженерних військ округу — водолазів, кранівників, розвідників. 
Військова частина п/п 75110 брала участь в роботах з ліквідації наслідків Чорнобильської катастрофи з 29 квітня 1986 року по 13 листопада 1990 року. Дислокувалась в селі Оране, Іванківського району, Київської області.
29 квітня 1986 року командувач військами КВО генерал-полковник В. Осіпов поставив частині задачу маршрутом: Київ-Вишгород-Димер-Іванків-Оране-Черевач висунутись в район Чорнобиля та навести міст через р. Прип'ять. Зброю склад полку не отримував, лише протигази та загальновійськові захисні комплекти. Понтонний міст, який розгортали, щоб забезпечити евакуацію на територію Чернігівської області України населення Гомельської області Білорусі, що перебувало під загрозою радіаційного опромінення, був на відстані близько 4 кілометрів від електростанції. Силами полку в ніч з 1 на 2 травня через Прип'ять був перекинутий понтонний міст. Безпосереднім виконавцем робіт був понтонний батальйон під командуванням підполковника В. А. Юрченка.
В 1988 році було нанесене камуфляжне забарвлення на техніку полку замість звичайного маскування зеленого кольору.
З 1 жовтня 1991 року для виконання директив 1-го заступника міністра оборони СРСР 16-й ПОМП переформований в 210-у понтонно-мостову Верхньодніпровську ордена Червоної Зірки бригаду.
19 січня 1992 року особовий склад частини в урочистій обстановці склав присягу на вірність народу України.
З 1 липня 1993 року бригада переведена на новий штат — понтонно-мостова бригада скороченого складу, також було змінено умовне найменування частини (А-0234 замість звичного 75110) зі збереженням дійсного — 210-а понтонно-мостова бригада.
У вересні 1994 року полковник М. Мальков передав бригаду новому командиру полковнику Ліщуку Олегу Івановичу. 
Восени 1995 року на озброєння бригади надійшов понтонний парк ППС-84 «Амур».
Майже 100 офіцерів, прапорщиків і службовців контрактної служби частини пройшли через миротворчі місії, найбільшою з яких була місія в Анголі, коли «інженери», об'єднані в 901-у окрему понтонно-мостову роту, виконували завдання з розмінування території та відновлення інфраструктури країни. Частина перебувала в постійній бойовій готовності, оскільки займалася розмінуванням знайдених боєприпасів.
В 1997 році несподівано в штат бригади був введений дивізіон навчальних морських катерів — підрозділ розформованого Київського вищого військово-морського політичного училища.
Влітку 1999 року полковник О. Ліщук вступив на оперативно-стратегічний факультет Національної академії оборони України. На зміну йому з посади замісника командира по технічній частині  броварської 313-ї інженерно-саперної бригади прибув полковник Кульчицький Олег Борисович.
12 вересня 2001 року особовий склад 1-го ПОМБ в повному складі вибув на 20-й арсенал інженерних військ в Ольшаниці.
В 2002 році техніку 2-го ПОМБ передали до складу Броварського 91-го інженерно-саперного полку.
Згідно з планом реформування Збройних сил 210-а понтонно-мостова бригада була остаточно розформована в 2003 році.

## Командири
- майор Харітонов Костянтин Дмитрович з 06.08.1945 по 18.09.1945
- полковник Положенко Іван Микитович
- підполковник Андзауров Ігор Євгенійович
- підполковник Трєтіна О. О. з 25.06.1978 по 11.08.1981
- підполковник Кривошеєнко Генадій Вікторович
- підполковник Язовських Іван Євдокимович (1986–1988)[8];
- полковник Мальков Микола Іванович (1988–1994)[9][10]
- полковник Ліщук Олег Іванович з 09.1994 по 1999
- полковник Кульчицький Олег Борисович (1999-2003)